# Сыворотка правды
«Сыворотка правды» — условное название психоактивных веществ, используемых (чаще всего спецслужбами) для получения скрываемых человеком сведений. 
Законность (а также эффективность) таких методов вызывает сомнение. Некоторые считают, что их можно рассматривать как пытку или, по крайней мере, как жестокое и бесчеловечное обращение, запрещённое международным правом.

## История
История применения, изучения веществ, известных как «сыворотка правды», и само употребление этого термина начинается в начале 1920-х годов.

### Изучение «проблемы откровенности» в СССР и «спецпрепараты» КГБ
Известно о том, что «проблемой откровенности» в СССР в 1940-е годы занималась токсикологическая лаборатория НКГБ. Основная задача этой лаборатории состояла в поиске ядов, которые нельзя было бы идентифицировать при вскрытии тела умершего. На подопытных заключенных испытывали производные иприта, рицин, дигитоксин, таллий, колхицин. За мучениями жертв, не умерших сразу, экспериментаторы наблюдали в течение 10-14 дней, после чего их убивали. В 1942 году руководивший лабораторией Г. Майрановский обнаружил, что под влиянием определенных доз рицина человек начинает исключительно откровенно говорить. В связи с этим лаборатория также стала заниматься «проблемой откровенности» на допросах. Два года ушло на эксперименты лаборатории Майрановского по получению «откровенных» и «правдивых» показаний под влиянием медикаментов. Были безрезультатно опробованы хлоралскополамин и фенаминбензедрин. Допросы с использованием медикаментов проводились не только в лаборатории, но и в обеих тюрьмах Лубянки, № 1 и 2. Один из основных сотрудников лаборатории (а также ассистент кафедры фармакологии 1-го Московского медицинского института), Владимир Наумов, открыто считал эти эксперименты профанацией.
Михаил Любимов, бывший резидент советской внешней разведки в Копенгагене, вспомнил, как во время его командировки в Великобританию (в начале 1960-х) «центр» доставил по его просьбе в эту страну так называемый «болтунчик» — по всей видимости, наркотическое средство, позволяющее развязать язык важному собеседнику.
Известно, что в 1983 году КГБ применял спецпрепараты СП-26, СП-36 и СП-108 для расследования диверсии на Вильнюсском станкостроительном заводе «Жальгирис» (с санкции первого заместителя председателя КГБ Цинева). В справках КГБ отмечалось, что препараты «СП» использовались в ходе непринуждённых бесед объектов с оперативными работниками при употреблении различных напитков, а в последующие дни объекты содержание бесед пересказать не могли и в применении к ним спецпрепаратов не заподозрили.
В 1985 году подозреваемого в госизмене Олега Гордиевского негласно допрашивали в КГБ с применением спецпрепарата растормаживающего действия, однако препарат не дал результата.
В 2004 году Олег Калугин рассказывал о препарате СП-117. Бывший офицер ПГУ КГБ Александр Кузьминов в своей книге «Биологический шпионаж» подтвердил существование, применение и эффективность СП-117 для проверки лояльности агентов. СП-117 не имеет запаха, вкуса или цвета.

### «Амиталовое интервью»
В психиатрии для «растормаживания» (то есть увеличения контактности, готовности к разговору с врачом) пациентов при расстройствах, сопровождающихся мутизмом, и диссоциативных расстройствах рекомендовалось применение «амиталового интервью» (в этих целях использовался амобарбитал — препарат, относящийся к группе барбитуратов). Официальные показания для применения амобарбитала:
- диагностические показания: кататония, подозрение на истерические расстройства, необъяснимый мутизм, дифференцировка функционального и органического ступора[15];
- терапевтические показания: расстройства, связанные с диссоциативными нарушениями (реагирование у больных с посттравматическим стрессовым расстройством; восстановление памяти при истерической амнезии и истерической фуге; восстановление функции при истерическом расстройстве)[15].

Перед применением амобарбитала следует объяснить пациенту, что препарат даст возможность расслабиться и поможет беседе. В периферическую вену вводится 5%-й раствор амобарбитала натрия медленно, со скоростью, не превышающей 1 мл/мин. Начинают интервью с нейтральных тем; в большинстве случаев пациенту подсказывают известные факты его жизни. Необходимо продолжать вливание до появления устойчивого латерального нистагма или дремотного состояния.
Нередко амитал натрия использовался также в сочетании с кофеином: вначале вводился раствор кофеина, а затем, спустя полчаса — раствор амитала натрия. В частности, сочетание амитала натрия и кофеина применялось у недоступных, мутичных пациентов с целью исследования, последующего налаживания с этими пациентами эмоционального контакта, проведения психотерапии:119—120.
Советские диссиденты, в том числе известный психиатр С. Глузман и медики А. Подрабинек и В. Некипелов, утверждали, что амитал-натрий мог использоваться советскими психиатрами в качестве «сыворотки правды». В современной юридической литературе тоже упоминается, что метод «кофеин-барбитурового растормаживания» широко использовался для введения в состояние лекарственного опьянения и получения нужных для следствия показаний.

#### «Амиталовое интервью» в трудах советских диссидентов
В «Пособии по психиатрии для инакомыслящих» (1973) С. Глузман и В. Буковский упоминали о «фармакологическом» допросе, иначе называемом «амиталовым интервью». Внутривенное введение амитал-натрия вызывает опьянение, похожее на алкогольное; этот метод используется для выявления скрытого бреда и носит название «метод растормаживания». Авторы «Пособия» указывают, что метод малоэффективен и позволяет скрывать свои убеждения.
А. Подрабинек в книге «Карательная медицина», опубликованной в 1979 году, писал:

Амитал-натрий (этаминал, барбамил) считается самым мощным в современной психофармакологии средством. После внутривенного введения раствора амитала-натрия через 2—5 минут наступает максимальный эффект. Пациент впадает в состояние эйфории, повышенной речевой и двигательной активности. Он охотно отвечает на все вопросы, ведет себя непринуждённо, благодушно. Такое состояние можно сравнить с лёгкой степенью алкогольного опьянения. Больные, находящиеся до инъекции в ступоре, с проявлениями мутизма, охотно рассказывают о себе, о своих мыслях, намерениях. <…> Действие этого средства продолжается полтора-два часа. Сочетание амитал-натрия с кофеином предложено Бродером, но такая модификация метода ничем существенно не отличается от первоначального. Как уже было сказано, амитал-кофеиновое растормаживание — метод диагностический, как терапевтическое средство он не пригоден. Повторные инъекции не достигают своей цели, так как эффект от них резко снижен. Поэтому метод используется в экспертной практике, в том числе и в судебно-экспертной. <…> Когда к экспертируемому применяют такой метод, пусть даже с целью выявить глубину мутизма, это становится запрещённым приемом следствия, так как налицо совершенно явное насилие над волей подследственного, не признанного ещё психически больным и невменяемым в содеянном. <…> Это уже вопрос нарушения не только медицинской этики, но и уголовно-процессуальных норм.

А. Подрабинек отмечал также, что метод амитал-кофеинового растормаживания применялся, по его сведениям, в том числе и к диссидентам в спецпсихбольницах и в Институте им. Сербского. Вопрос об эффективности этого препарата применительно к психически здоровым людям автор книги считал спорным, однако предполагал, что условия следствия и условия проведения стационарной судмедэкспертизы могли вызывать у диссидентов невротические состояния, при которых испытуемый в большей мере поддавался действию «растормозки». Кроме того, А. Подрабинек высказывал предположение, что под видом амитал-кофеинового растормаживания могли использоваться также и иные средства — возможно, психотомиметики типа производных лизергиновой кислоты.
В. Некипелов (врач по образованию), упоминая в своей книге «Институт дураков» об использовании в Институте им. Сербского инъекций барбитала натрия в сочетании с инъекциями кофеина, указывает, что во время «растормозок» заключённые рассказывали врачам о своих преступлениях больше, чем следователям, и последние, вероятно, тоже пользовались потом результатами «растормозок». В. Некипелов отрицательно оценивает метод растормаживания — как «мерзкую процедуру», «государственное насилие над личностью, над беззащитным мозгом».

### Эксперименты в других странах
В 1947 году ВМС США начали проект по изучению эффективности использования наркотиков при допросах и вербовке агентов. В её задачи также входило создание и тестирование новых химических веществ. Программа включала в себя проведение лабораторных экспериментов как на животных, так и на людях и получила название «проект «Чаттер»». Аналогичными экспериментами в тот период занималось и ЦРУ (проект «Блюбёрд», проект «Артишок», проект «МК-Ультра»).
В США и Великобритании широко применялся наркоанализ — сочетание психоаналитической психотерапии с использованием наркотических средств (амитала, пентотала и других дериватов барбитуровой кислоты), назначавшихся в целях ускорения психоанализа. «Амиталовое интервью», «пентоталовая беседа» позволяла исследователям использовать так называемую «сыворотку истины»: в течение короткого срока, пока действовало снотворное средство, наблюдался, по их мнению, быстрый контакт с бессознательным и ослаблялось «сопротивление», что позволяло приверженцам психоаналитической терапии проникнуть, как они утверждали, в содержание психотравмирующих комплексов:36.

## Современное применение в России
В 2003 году «Новая газета» сообщила со ссылкой на адвокатов Алексея Пичугина о применении к нему спецпрепарата («дело Пичугина»).
В 2004 году Олег Калугин предположил, что к Ивану Рыбкину был применён спецпрепарат СП-117.
По мнению журналиста газеты «Вашингтон пост» Дэвида Брауна, даже если эффективная «сыворотка правды» и существует, то этот факт остаётся засекреченным.
В 2016 году Денис Никандров, первый заместитель начальника ГСУ СК РФ по Москве, рассказал о применении спецпрепарата в отношении Михаила Максименко, экс-руководителя Главного управления собственной безопасности Следственного комитета РФ:

Максименко недели три назад забирали в ФСБ. Ему там чай дали, и, видимо, туда вкололи психотропное средство. В принципе, можно и в воду вколоть психотропное. Максименко после этого не помнил свое имя, не узнавал никого. Значит, очень нужно им было что-то узнать у него. Психотропные препараты — они же дорогие. Просто так их не используют. Применять их можно только с санкции директора ФСБ.

## Современное применение в других странах
Сообщалось о применении «сыворотки правды» спецслужбами Индии к обвиняемому в участии в терактах в Мумбаи. Также в США суд разрешил применение аналогичных веществ к обвиняемому в стрельбе в городе Орора Джеймсу Холмсу для того, чтобы установить, был ли он вменяемым (но с его согласия). В начале 2007 года сообщалось, что применение пентотала в качестве «сыворотки правды» было официально одобрено для использования полицией города Мумбаи (Индия) при допросе подозреваемых в серийных убийствах.
На современном этапе на Западе с 2010-х годов наметилась тенденция ко всё более широкому применению «сыворотки правды» в медицинских целях, для психотерапии, проработки с согласия пациентов их психических травм, групповой терапии, чтобы пациентам было легче и комфортнее открывать сокровенные и тайные травмы — такая практика называется «психоделической терапией» (для этих целей используются препараты на основе МДМА, ДМТ, псилоцибина, 5-метоксидиметилтриптамина, аяуаски и др.). Сеансы проводятся в странах и штатах, где приём указанных веществ не запрещён законодательством.